# Проституція в Швеції

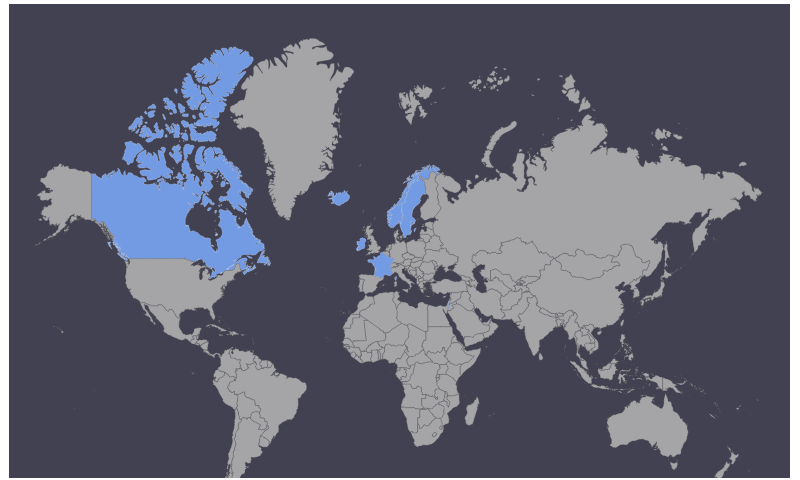
Країни, що впровадили шведську модель (станом на 2019 рік)

Проституція в Швеції, також Шведська (північна) модель боротьби з проституцією (англ. Nordic model), ШМ — національна політика та суспільне явище у Швеції, де плата за секс протизаконна і кримінальна відповідальність падає на клієнта, а не на проституйовану жінку, котрій надається підтримка й реабілітація. У Швеції проституція законодавчо визнана однією з форм насильства проти жінок, тому злочин полягає в оплаті клієнта за секс, а не в продажу жінкою своїх «сексуальних послуг». Закон, що криміналізує плату за секс, а не саму проституцію, був прийнятий в 1999 р. і був унікальним. З тих пір подібні закони прийняті в Норвегії (2009), в Ісландії (2009), в Канаді (2014), Північній Ірландії (2015), у Франції (2016). Деякі європейські країни в даний час обговорюють можливість прийняття аналогічних правових норм.

## «Шведська модель»
Причинами введення цього закону шведською законодавчою владою послужив звід законів «Про жіночі свободи» (швед. Kvinnofridslagstiftningen), який визначив, що проституція — вид чоловічого насильства щодо жінок, одна з форм експлуатації жінок і домінування чоловіків над жінками, а також необхідність запобігання торгівлі людьми та злочинності. Тим не менш, закон нейтральний до статі людей, оскільки Швеція — одна з небагатьох країн, які максимально наблизилися до «остаточного вирішення ґендерного питання». Головне положення шведської ґендерної політики — формування сучасного суспільства, в якому і чоловіки, і жінки мають однакові (рівні) права, можливості та обов'язки. Обидві статі, втягнуті у проституцію (як тих, хто продає, так і тих, хто купує) не є визначальними факторами щодо провини перед законом, що ставлять однакову заборону на купівлю сексуальних послуг як у чоловічій («жиголо», «катамітизм»), так і у жіночій проституції, незалежно від статі тих, хто купує.
Закон уступив у дію з 1 січня 1999 р. і включений до Кримінального кодексу Швеції з 1 квітня 2005 р. Покарання встановлено у вигляді штрафу або тюремного ув'язнення на максимальний термін у шість місяців. Станом на 2008 р., за законом було звинувачено 1650 клієнтів чоловічої статі, але ніхто не був поміщений у в'язницю.
Найбільший відсоток людей, які платять за секс, був відзначений у В'єтнамі, слідом за Гонконґом і Таїландом.

## Вплив шведської моделі

### Зменшення обсягів проституції
За відомостями поліції і соціальних служб Швеції, з часу введення закону, спрямованого на запобігання попиту, а не пропозиції, масштаби вуличної проституції в Швеції значно скоротилися. Введення кримінальної відповідальності призвело до скорочення не тільки кількості жінок, що втягуються у проституцію, але й чоловіків, що купують сексуальні послуги. Згідно зі Службою кримінальної поліції Швеції, закон «Про заборону на купівлю сексуальних послуг» перешкоджає поширенню торгівлі людьми у Швеції.

### Ставлення громадськості
Закон «Про заборону на купівлю сексуальних послуг» користується в Швеції широкою підтримкою громадськості. Недавнє опитування показало, що 80 % шведів та шведок «підтримують закон і принципи, закладені при його розробці». При опитуванні, проведеному центром дослідження громадської думки в 1999 р., і повторно через 2 роки, було відзначене підвищення від 76 % до 81 % числа людей, задоволених цим законом. Відсоток опитаних, які бажали скасування закону, склав 15 % в 1999 р. і 14 % через два роки. Решта відповіли «не знаю». В іншому опитуванні 71 % громадян висловилися за підтримку заборони плати за секс (вони хотіли, щоб закон лише «залишився на папері»). Те ж опитування показало, що незважаючи на факт схвалення цього закону більшістю населення, тільки 20 % опитаних вважають, що скоротилося число людей, що дають плату за секс. Опитування 2005 року компанії «Durex» про «продажний секс» показало, що серед опитаних у 34 країнах в Швеції найнижчий відсоток опитаних, які платять за секс (3 % з опитаних відповіли «Так» на це питання, однак серед опитаних були як чоловіки, так і жінки, а це означає, що понад 3 % платять за секс, оскільки більшість клієнтів складають чоловіки).